# Trimorus lindbergi
Trimorus lindbergi is een vliesvleugelig insect uit de familie van de Scelionidae. De wetenschappelijke naam van de soort is voor het eerst geldig gepubliceerd in 1962 door Masner.